# Ley Lines
Série Trilogie Black Triad
Rainy Dog
(1997)
Pour plus de détails, voir Fiche technique et Distribution.
Ley Lines (日本黒社会, Nihon kuroshakai) est un film japonais réalisé en 1999 par Takashi Miike, et il constitue le troisième et dernier film la trilogie Black Triad, après Shinjuku Triad Society (en 1995) et Rainy Dog (en 1997).
Le film raconte l'histoire d'un trio de jeunes japonais, d'ascendants chinois, qui fuient leur éducation semi-rurale et s'installent dans le quartier de Shinjuku, à Tokyo, où ils se lient d'amitié avec une prostituée agitée de Shanghai qui les dépouillera, marquant le début d'une descente aux enfers pour ces trois jeunes japonais.
Comme beaucoup des œuvres de Miike, le film analyse les dessous de la respectable société japonaise et les problèmes d'assimilation rencontrés par les non-japonais de souche au Japon.

## Fiche technique
- Titre : Ley Lines
- Titre original : 日本黒社会 (Nihon kuroshakai?)
- Réalisation : Takashi Miike
- Scénario : Ichiro Ryu
- Musique : Koji Endo
- Pays d'origine : Japon
- Date de sortie : 1999

## Distribution
- Shō Aikawa
- Samuel Pop Aning
- Yukie Itou
- Michisuke Kashiwaya
- Kazuki Kitamura
- Dan Li : Anita, la prostituée chinoise
- Ryuushi Mizukami
- Ren Osugi
- Tomorowo Taguchi
- Naoto Takenaka
- Kôji Tsukamoto
- Hua Rong Weng